# 揚娜·舍米亞金娜
揚娜·沃洛迪米里芙娜·舍米亞金娜（羅馬化：Yana Volodymyrivna Shemiakina；1986年1月5日—），又譯謝婭金娜，乌克兰重剑运动员，三届奥运会选手，2012年夏季奧林匹克運動會女子銳劍個人賽冠軍。